# بخش آتنا، شهرستان پیپستون، مینه سوتا
بخش آتنا (به انگلیسی: Aetna Township) یک منطقهٔ مسکونی در ایالات متحده آمریکا است که در شهرستان پایپستون، مینه‌سوتا واقع شده‌است.
 بخش آتنا ۹۱٫۳ کیلومتر مربع مساحت و ۲۰۱ نفر جمعیت دارد و ۵۳۸ متر بالاتر از سطح دریا واقع شده‌است.